# آندره گابوریو
آندره گابوریو (فرانسوی: André Gaboriaud‎; ۱ مهٔ ۱۸۹۵ – ۲۳ نوامبر ۱۹۶۹) شمشیرباز اهل فرانسه بود.
وی در مسابقات کشوری و بین‌المللی در مجموع برندهٔ ۱ مدال نقره شده‌است.